# Masters of Nebulah Frost
Masters of Nebulah Frost es un VHS de la banda noruega Immortal que contiene los dos videoclips de dos canciones de su álbum Battles in the North, ambos dirigidos por David Palsar.

## Lista de videos
1. "Blashyrkh (Mighty Ravendark)" - 4:34
2. "Grim and Frostbitten Kingdoms" - 2:47

## Créditos
- Abbath Doom Occulta – voz, batería y bajo
- Demonaz Doom Occulta – guitarra
- Hellhammer – batería en el video "Grim and Frostbitten Kingdoms"

- Datos: Q1755984